# 가톨릭 베를린 대교구
베를린 대교구(독일어: Erzbistum Berlin, 라틴어: Archidioecesis Berolinensis)는 독일 베를린에 있는 로마 가톨릭교회 대교구이다. 베를린과 독일 북동부를 담당하고 있으며, 주교좌 성당은 성 헤드비지스 대성당이다.
1821년 교황 비오 7세가 교서 《De salute animarum》을 반포함에 따라 프로이센 왕국에 가톨릭교회가 재건되었다. 브란덴부르크주와 포메라니아 주는 프로이센의 영토로 편입되기 전인 1534년 포메라니아 공국에서 종교 분열이 발발한 이래 독일 북부 대목구의 일부로 편성되었으며, 1539년 브란덴부르크 후작령이 되면서 가톨릭 디아스포라가 일어나 대다수 주민들이 강제로 프로테스탄트로 개종되었다.
종교 분열이 발발하기 전까지 베를린의 서부 지역은 하벨베르크 교구에 속해 있었으며, 남서부와 중부 지역은 브란덴부르크 교구에 속해 있었다.